# サン・ピエール・ニチェート
サン・ピエール・ニチェート（イタリア語: San Pier Niceto, シチリア語: Sampèri）は、イタリア共和国シチリア州メッシーナ県にある、人口約2,700人の基礎自治体（コムーネ）。

## 地理

### 位置・広がり

#### 隣接コムーネ
隣接するコムーネは以下の通り。
- コンドロ
- フィウメディニージ
- グアルティエーリ・シカミノ
- モンフォルテ・サン・ジョルジョ
- パーチェ・デル・メーラ
- サンタ・ルチーア・デル・メーラ

## 行政

### 分離集落
サン・ピエール・ニチェートには、以下の分離集落（フラツィオーネ）がある。
- San Pier Marina, Serro, Zifronte, Pirrera